# Транспорт у Мінську
Транспорт у Мінську — система громадського транспорту в столиці Білорусі Мінську. 

## Історія
- 1887 року започатковано перший регулярний пасажирський рух у місті.
- 10 травня 1892 року у Мінську відкрито конку. Вона проіснувала до березня 1928 року.
- 23 жовтня 1924 року відкрито автобусний рух.
- 13 жовтня 1929 року відбулося відкриття трамвайного руху.
- 19 вересня 1952 року введена в експлуатацію перша черга тролейбусної лінії.
- 18 березня 1984 року відкрито Мінський метрополітен.

## Міський транспорт
Основні види громадського транспорту: метрополітен, автобуси, тролейбуси, трамваї та маршрутне таксі.
Тарифи на громадський транспорт з 2006 року складали — 500 рублів ($ 0,2), 250 рублів ($ 0,1) пільгова. Вартість проїзду в мікроавтобусі становила 800—1300 рублів ($ 0,37-0,6).

### Метрополітен

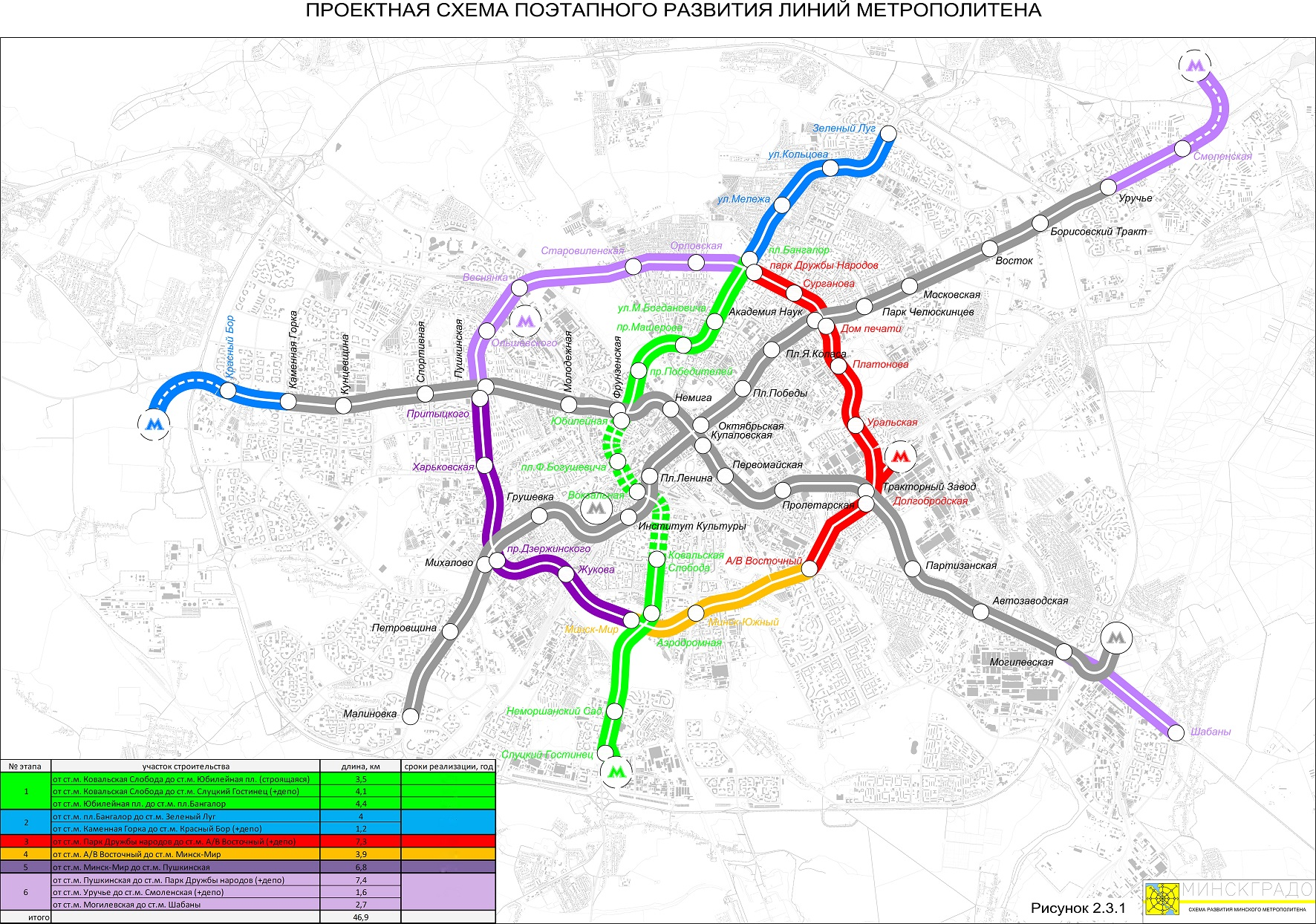
Схема Мінського метрополітену (2016)

Мінський метрополітен — це три лінії загальною довжиною 32 км і складається з 33 станцій та двох депо. Після відкриття 6 листопада 2020 року першої черги Зеленолузької лінії триває проєктування розширення лінії на північ у напрямку станції «Зелений Луг», а також будівництво другої черги лінії на південь з трьох станцій — дільниця «Ковальська Слобода» — «Слуцький Гостинець». Планувалося що нові станції будуть споруджені у 2023 році, але через складну економічну та політичну ситуацію в країні рівень фінансування був зменшений, тож вчасне відкриття другої черги залишається під питанням. Пасажирів обслуговує 215 вагонів метро. Інтервал руху в «годину пік» становить менше 2 хвилин, після 23:00 — 10 хвилин. Перший поїзд з кінцевих станцій вирушає о 05:35 ранку, останній — о 01:02. З відкриттям трьох нових станцій у листопаді 2005 року кількість пасажирів, що перевозилися в метро, наблизилася до одного мільйона пасажирів на день, що становила близько 30 % пасажирів, які були перевезені всім громадським транспортом Мінська.

### Автобус

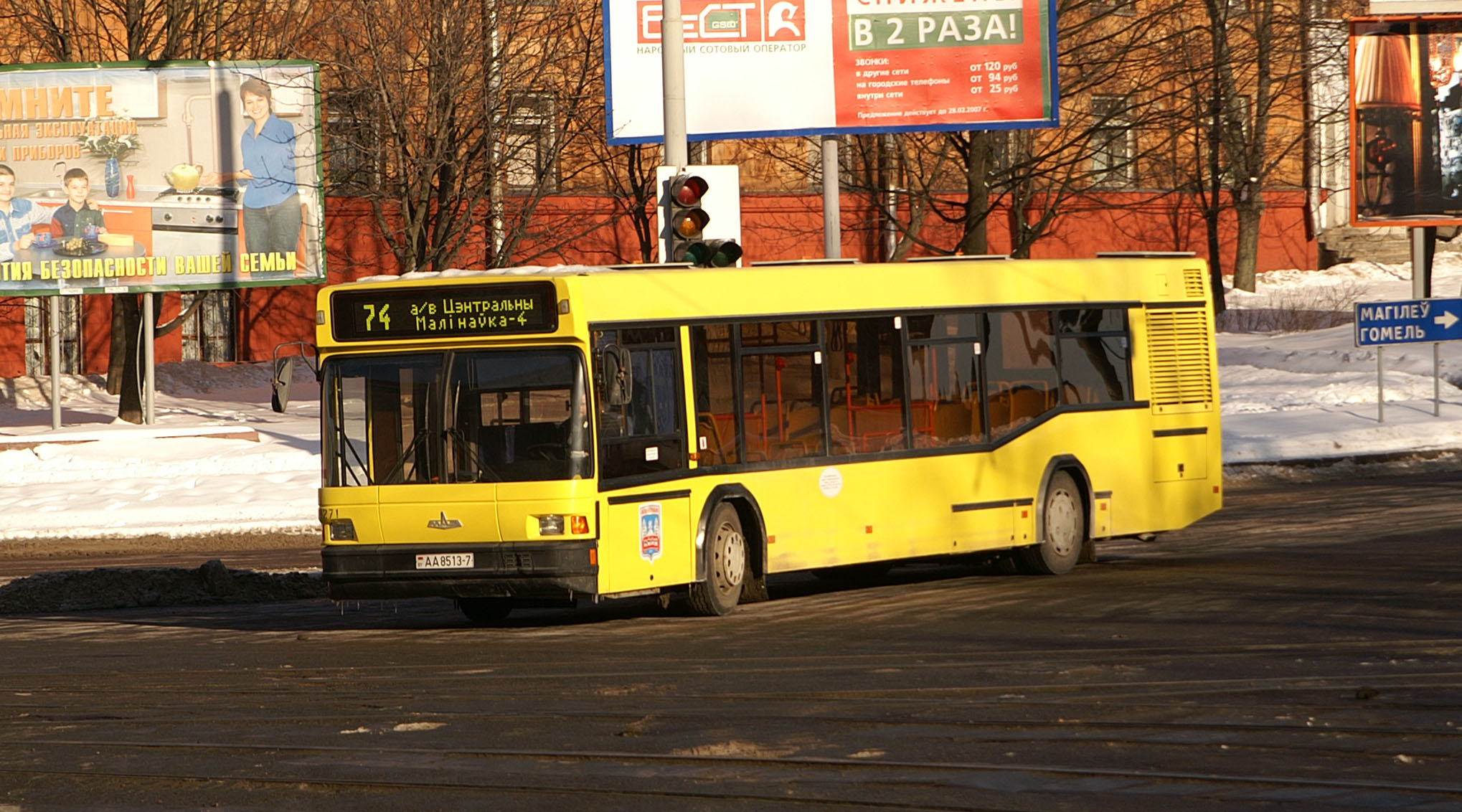
МАЗ 103

Понад 120 мінських автобусних маршрутів обслуговують 7 автобусних парків. Основна частина автобусів — це МАЗ-103, МАЗ-104, МАЗ-105, Ікарус-260, Ікарус-280. Також обслуговують пасажирів автобуси ЛІАЗ-5256, ЛІАЗ-677 та Неман-52012. Станом на кінець 2005 року загальна кількість автобусів у Мінську становила 1677 одиниць, 48 % з них відпрацювали свій ресурс. У 2005 році автобусний парк був модернізований на 10 %. У 2006 році було заплановано оновлення понад 18 % — 300 автобусів (зокрема 100 автобусів МАЗ-105, 150 МАЗ-103, 30 приміських автобусів та близько 25 МАЗ-152). Машини орендувалися на заводах МАЗ та Неман. За підсумками 2006 року автопарк отримав 174 автобуси МАЗ-103, 100 автобусів МАЗ-105, 70 автобусів «Неман», 18 автобусів МАЗ-152 та 2 автобуси МАЗ-251 — загалом 364 машини. Автобуси МАЗ-103 та МАЗ-105 постачаються з двигунами Mercedes та автоматичною коробкою передач. У 2007 році планувалося придбати 200 автобусів.

### Тролейбус

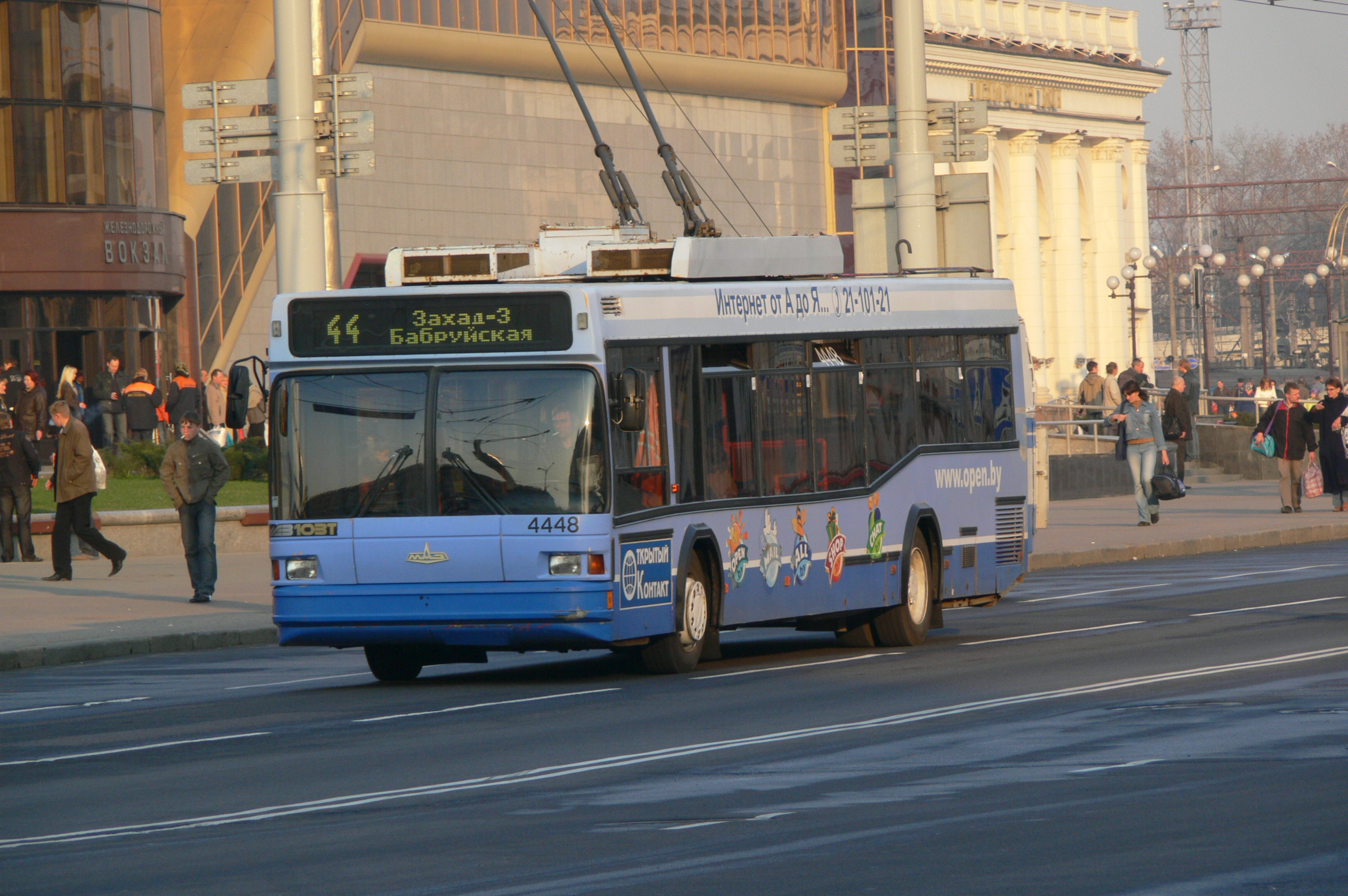
МАЗ 103Т

Нині в Мінську існує 68 тролейбусних маршрутів, які обслуговуються чотирма депо. Тролейбусний рух в місті відкрито 13 жовтня 1952 року. В експлуатації раніше перебували тролейбуси виробництва ЗіУ, що збереглися ще з часів Радянського Союзу. Нині експлуатуються лише сучасні машини вітчизняного  виробництва «Белкомунмаш» та «МАЗ». Станом на грудень 2020 року на балансі мінських депо перебувало 759 тролейбусів. До 24 серпня 2020 року Мінськ посідав друге місце у світі за кількістю рухомого складу після закриття тролейбусної системи у Москві, нині — на першому місці. У 2004 році було придбано 42 нових тролейбуса, у 2005 році — 54 (оновлення парку на 5 %). Станом на кінець 2005 року 65 % мінських тролейбусів вичерпали свої ресурси. У 2006 році тролейбусний парк планували модернізувати на 15 % — до Мінська мало було надійти 200 тролейбусів виробництва «Белкомунмаш», але цей план не був реалізований — завод поставив лише 60 АКСМ-213 та 41 БКМ-32102 — лише 101 машини. У 2007 році планувалося придбати 105 тролейбусів. У 2017 році придбані тролейбуси 4-го покоління БКМ 420 MAX DUO.

### Трамвай

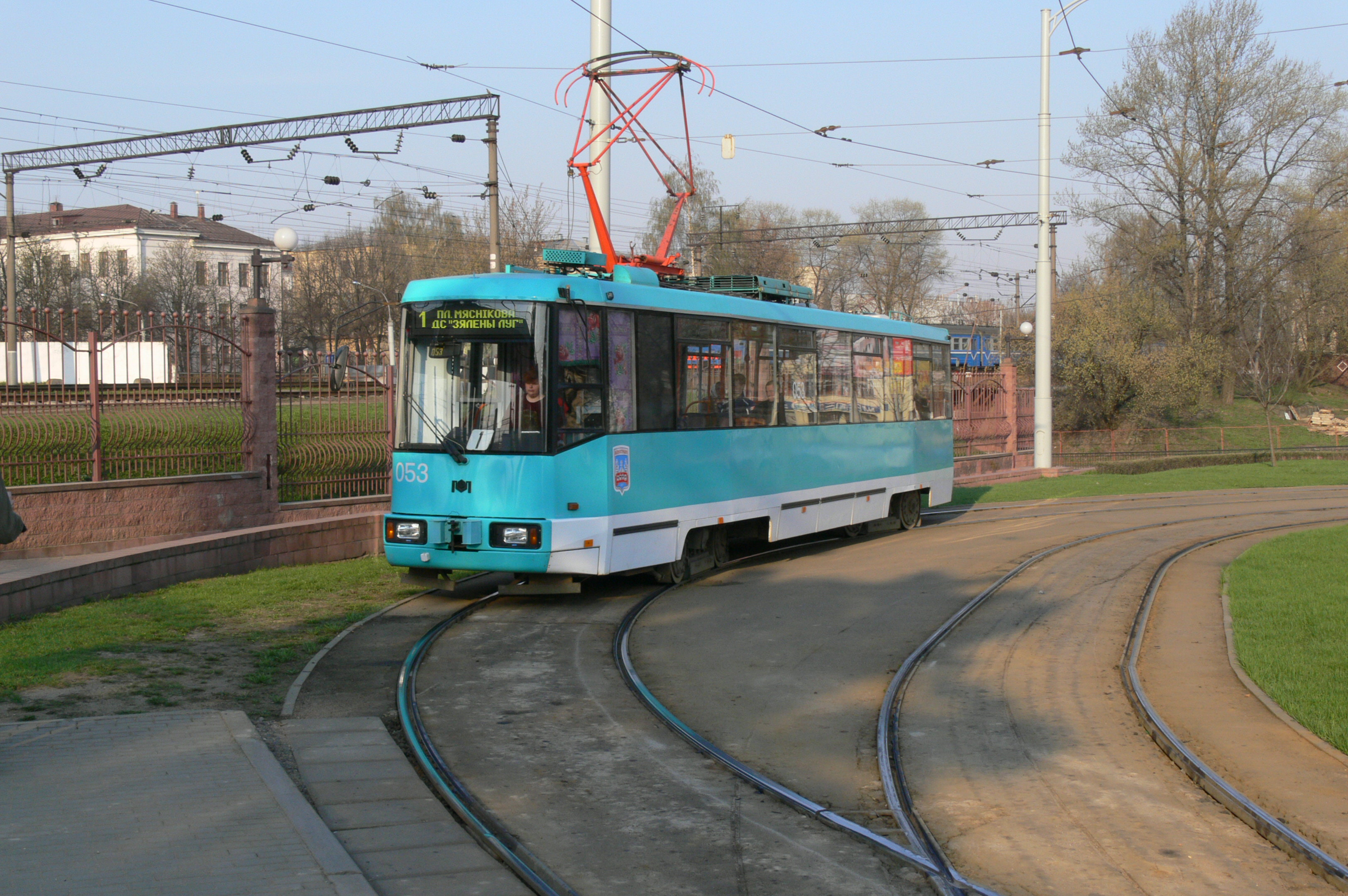
БКМ-60102

Перша трамвайна лінія відкрита в Мінську 13 жовтня 1929 року. Після проголошення незалежності на початку 1990-х років основними моделями трамваїв, що використовувались у Мінську, були машини РВЗ-6 та Татра. У 2000 році підприємство «Белкомунмаш» розпочало виробництво білоруських трамваїв АКСМ-1М, а 2001 року — моделі АКСМ-60102 та АКСМ-743. Крім того, у 2002 році німецьке місто Карлсруе подарувало Мінську 10 трамвайних вагонів GT8D. Станом на січень 2006 року у Мінську нараховувалося 153 трамваїв, з них 56 % відпрацювало свій ресурс. У 2006 році для міста було придбано 20 трамваїв АКСМ-60102 виробництва «Белкомунмаш». План на 2007 рік передбачав придбання 30 трамваїв.

### Маршрутне таксі
Мікроавтобуси, як вид транспорту, вперше були введені автокомбінатом таксомоторного транспорту Мінську у 1974 році, з метою покращення перевезення пасажирів з центру міста до житлових масивів. На маршрутах використовувались вітчизняні мікроавтобуси РАФ-977ДМ, а з кінця 1970-х років — РАФ-2203.
Послуги маршрутних таксі у Мінську надають як приватні компанії, так і державне підприємство «Мінськтранс». Окрім мікроавтобусів «Газель» також використовуються: Mercedes Sprinter (Мінськтранс), Volkswagen Transporter (приватні перевізники), Peugeout Boxer (приватні перевізники), Ford Transit (приватні перевізники) та деякі інші моделі різних виробників. Також ТАА «Флора і фауна 2004» використовує автобуси малого класу моделі Богдан А092 та Радзиміч А092. Загалом парк мікроавтобусів у Мінську нараховує понад 1000 автомобілів.
За даними першого півріччя 2008 року, у Мінську мікроавтобусами було перевезено 2,3 млн пасажирів.

### Таксі
У 2012 році було понад 4000 перевізників та 12 зареєстрованих служб перевезення: 107, 135, 152, 155, 156, 157, 158, 161, 181, 184, 7337 «Успіх» та 7788 «Діамант». Автомобілі зареєстрованих автоперевізників мали жовті номери. На відміну від інших міст країни, у столиці залишалася значна частина незареєстрованих перевізників, яка становила понад третину від зареєстрованих. Підвіз незареєстрованими перевізниками здійснювався шляхом підбору пасажирів на стоянках біля вокзалів, ресторанів, клубів і крамниць переважно у вечірній та нічний час, святкові та вихідні дні.

### Міська електричка

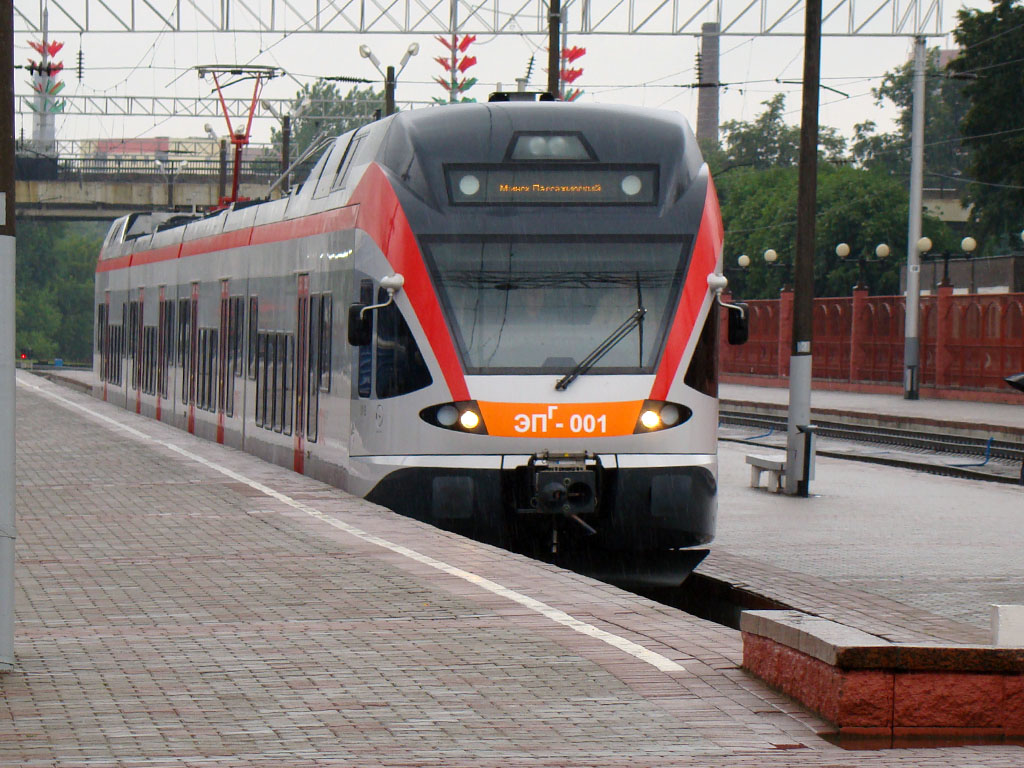
Мінські міські лінії

З 2011 року розпочато проєкт створення мінської міської електрички — мережі маршрутів залізничного громадського транспорту в межах Мінська та прилеглих околиць.

## Міжміський транспорт

### Автомобільний
Автовокзали: Московський, Центральний, Східний

### Залізничний транспорт

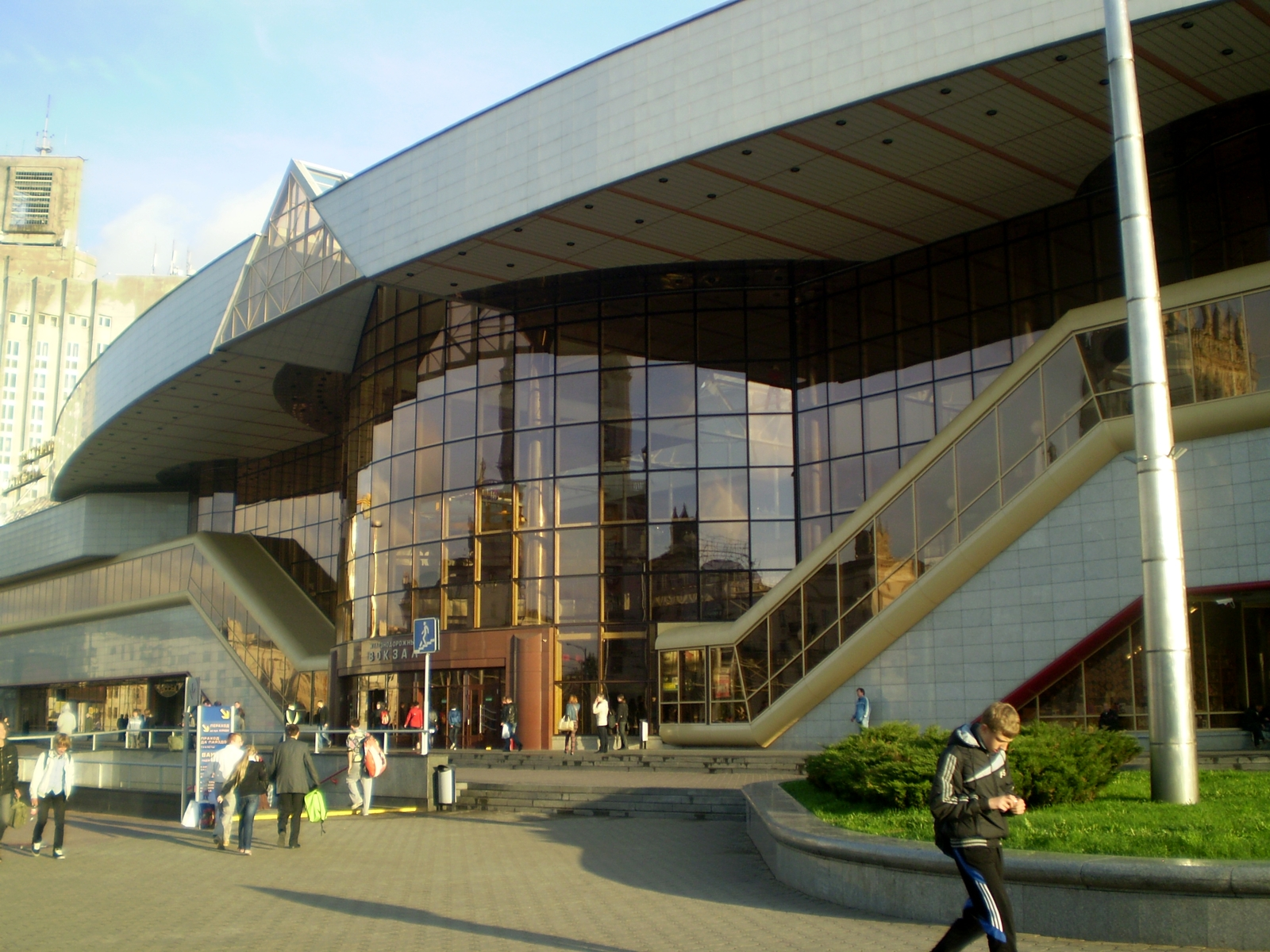
Мінськ-Пасажирський

Головний залізничний вокзал розташований на станції Мінськ-Пасажирський. Також пасажирів обслуговують у приміському сполученні станції Мінськ-Південний, Мінськ-Північний, Мінськ-Східний та пасажирський зупинний пункт Інститут культури. 

### Аеропорти

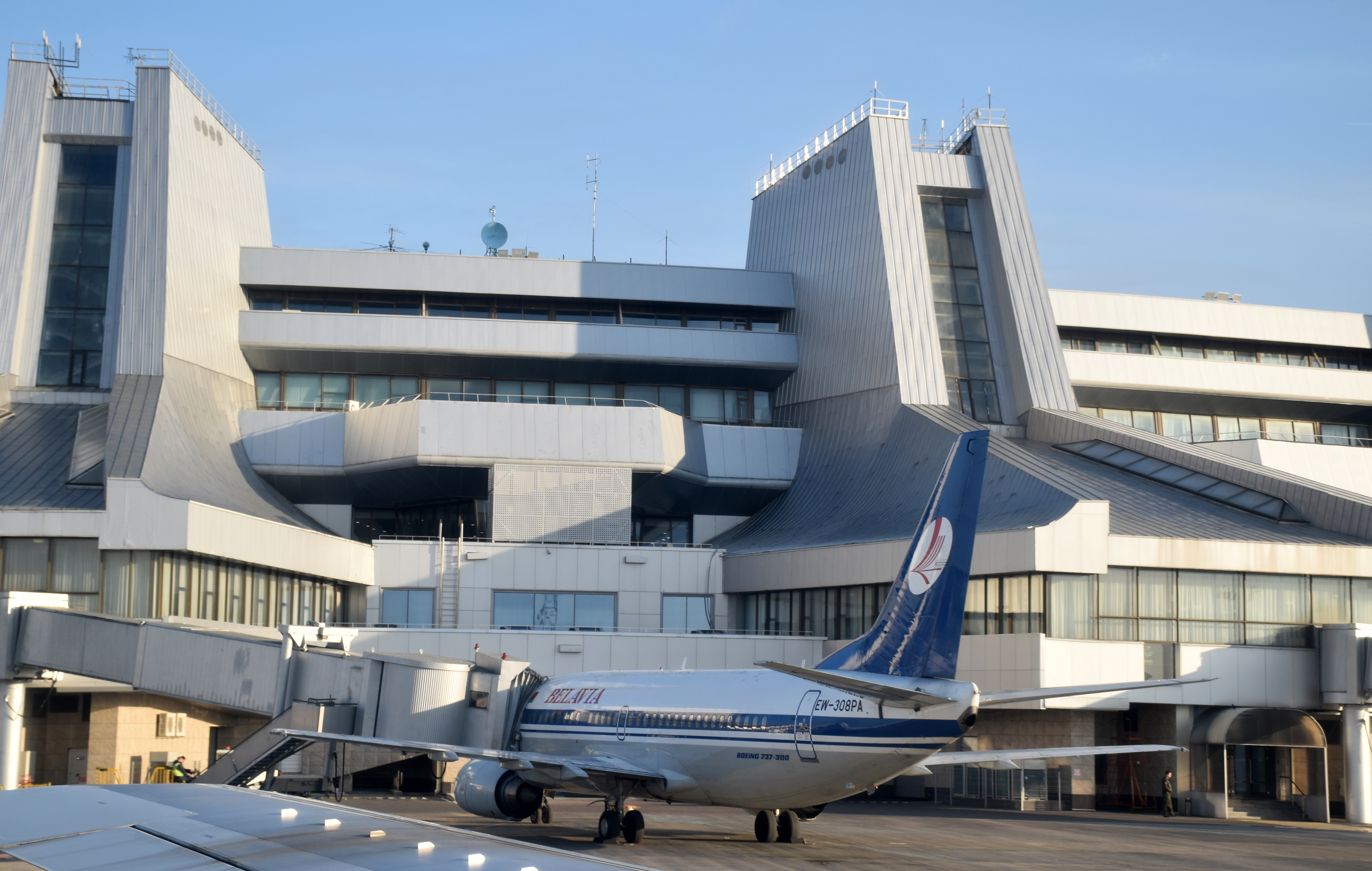
Національний аеропорт «Мінськ»

Поруч з містом був розташований аеропорт «Мінськ-1», який нині закритий, а на його місці у вересні 2015 року почали будувати новий мікрорайон.
Національний аеропорт «Мінськ-2» розташований за 42 км на схід від Мінська. Обслуговує переважно міжнародні рейси білоруських авіакомпаній «Белавія» і «Трансавіаекспорт» та іноземних авіакомпаній Austrian Airlines, Lot (Польща), Lufthansa (Німеччина), El Al (Ізраїль).

## Дитяча залізниця

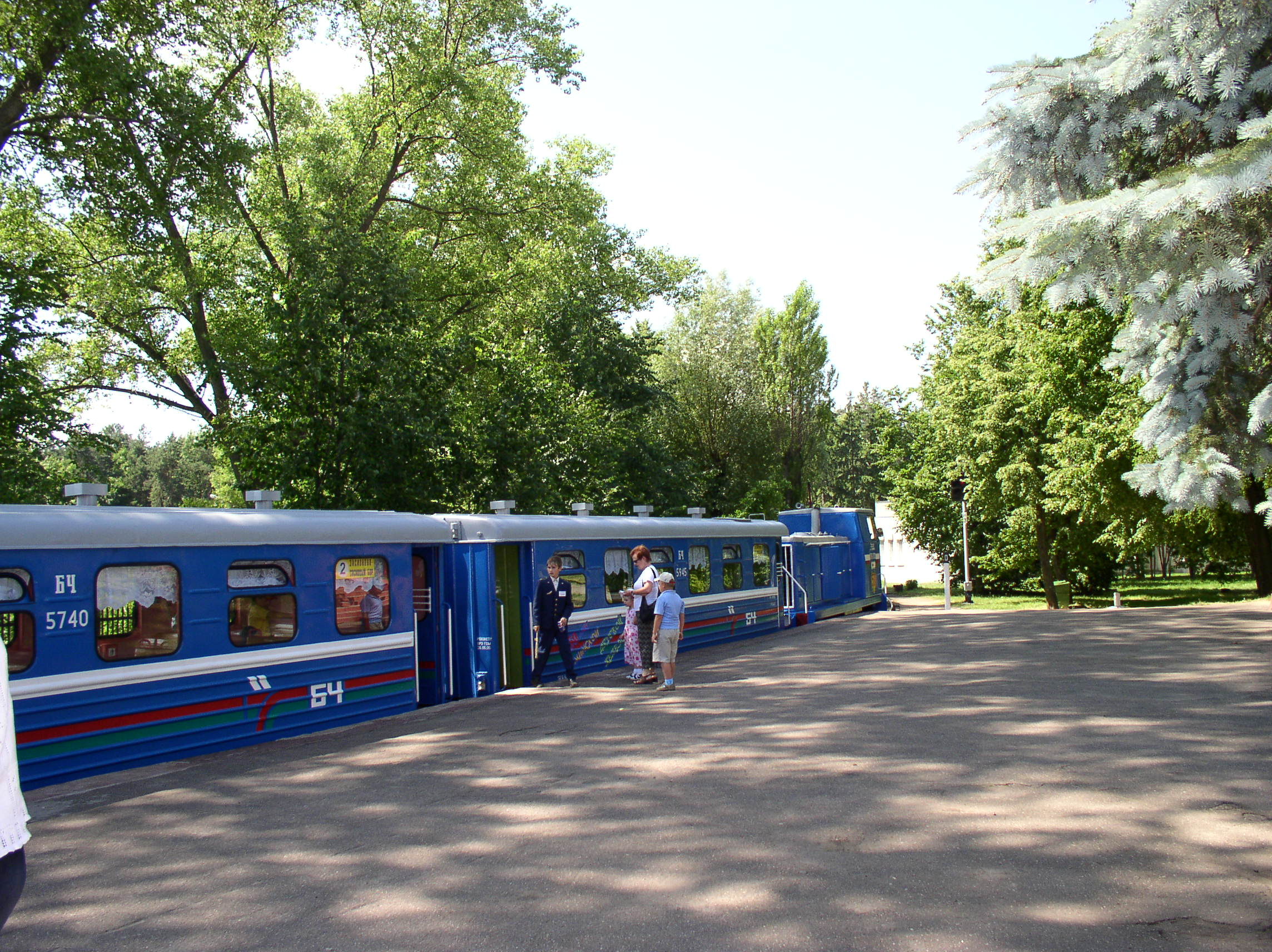
Дитяча залізниця ім. К. С. Заслонова

Дитяча залізниця в Мінську відкрита 9 липня 1955 року. Її довжина складає 4,5 км, вздовж залізниці проходять 2 станції — «Заслоново», «Піонерська» та платформа «Сосновий Бор». Дитяча залізниця починає працювати щороку 1 травня, а закривається в останню неділю серпня.